# 1917 год
1917 (ты́сяча девятьсо́т семна́дцатый) год  по григорианскому календарю — невисокосный год, начинающийся в понедельник. Это 1917 год нашей эры, 7‑й год 2‑го десятилетия XX века 2‑го тысячелетия, 8‑й год 1910‑х годов. Он закончился 108 лет назад.
| Пн | Вт | Ср | Чт | Пт | Сб | Вс |
| 1  | 2  | 3  | 4  | 5  | 6  | 7  |
| 8  | 9  | 10 | 11 | 12 | 13 | 14 |
| 15 | 16 | 17 | 18 | 19 | 20 | 21 |
| 22 | 23 | 24 | 25 | 26 | 27 | 28 |
| 29 | 30 | 31 |    |    |    |    |

| Пн | Вт | Ср | Чт | Пт | Сб | Вс |
|    |    |    | 1  | 2  | 3  | 4  |
| 5  | 6  | 7  | 8  | 9  | 10 | 11 |
| 12 | 13 | 14 | 15 | 16 | 17 | 18 |
| 19 | 20 | 21 | 22 | 23 | 24 | 25 |
| 26 | 27 | 28 |    |    |    |    |

| Пн | Вт | Ср | Чт | Пт | Сб | Вс |
|    |    |    | 1  | 2  | 3  | 4  |
| 5  | 6  | 7  | 8  | 9  | 10 | 11 |
| 12 | 13 | 14 | 15 | 16 | 17 | 18 |
| 19 | 20 | 21 | 22 | 23 | 24 | 25 |
| 26 | 27 | 28 | 29 | 30 | 31 |    |

| Пн | Вт | Ср | Чт | Пт | Сб | Вс |
|    |    |    |    |    |    | 1  |
| 2  | 3  | 4  | 5  | 6  | 7  | 8  |
| 9  | 10 | 11 | 12 | 13 | 14 | 15 |
| 16 | 17 | 18 | 19 | 20 | 21 | 22 |
| 23 | 24 | 25 | 26 | 27 | 28 | 29 |
| 30 |    |    |    |    |    |    |

| Пн | Вт | Ср | Чт | Пт | Сб | Вс |
|    | 1  | 2  | 3  | 4  | 5  | 6  |
| 7  | 8  | 9  | 10 | 11 | 12 | 13 |
| 14 | 15 | 16 | 17 | 18 | 19 | 20 |
| 21 | 22 | 23 | 24 | 25 | 26 | 27 |
| 28 | 29 | 30 | 31 |    |    |    |

| Пн | Вт | Ср | Чт | Пт | Сб | Вс |
|    |    |    |    | 1  | 2  | 3  |
| 4  | 5  | 6  | 7  | 8  | 9  | 10 |
| 11 | 12 | 13 | 14 | 15 | 16 | 17 |
| 18 | 19 | 20 | 21 | 22 | 23 | 24 |
| 25 | 26 | 27 | 28 | 29 | 30 |    |

| Пн | Вт | Ср | Чт | Пт | Сб | Вс |
|    |    |    |    |    |    | 1  |
| 2  | 3  | 4  | 5  | 6  | 7  | 8  |
| 9  | 10 | 11 | 12 | 13 | 14 | 15 |
| 16 | 17 | 18 | 19 | 20 | 21 | 22 |
| 23 | 24 | 25 | 26 | 27 | 28 | 29 |
| 30 | 31 |    |    |    |    |    |

| Пн | Вт | Ср | Чт | Пт | Сб | Вс |
|    |    | 1  | 2  | 3  | 4  | 5  |
| 6  | 7  | 8  | 9  | 10 | 11 | 12 |
| 13 | 14 | 15 | 16 | 17 | 18 | 19 |
| 20 | 21 | 22 | 23 | 24 | 25 | 26 |
| 27 | 28 | 29 | 30 | 31 |    |    |

| Пн | Вт | Ср | Чт | Пт | Сб | Вс |
|    |    |    |    |    | 1  | 2  |
| 3  | 4  | 5  | 6  | 7  | 8  | 9  |
| 10 | 11 | 12 | 13 | 14 | 15 | 16 |
| 17 | 18 | 19 | 20 | 21 | 22 | 23 |
| 24 | 25 | 26 | 27 | 28 | 29 | 30 |

| Пн | Вт | Ср | Чт | Пт | Сб | Вс |
| 1  | 2  | 3  | 4  | 5  | 6  | 7  |
| 8  | 9  | 10 | 11 | 12 | 13 | 14 |
| 15 | 16 | 17 | 18 | 19 | 20 | 21 |
| 22 | 23 | 24 | 25 | 26 | 27 | 28 |
| 29 | 30 | 31 |    |    |    |    |

| Пн | Вт | Ср | Чт | Пт | Сб | Вс |
|    |    |    | 1  | 2  | 3  | 4  |
| 5  | 6  | 7  | 8  | 9  | 10 | 11 |
| 12 | 13 | 14 | 15 | 16 | 17 | 18 |
| 19 | 20 | 21 | 22 | 23 | 24 | 25 |
| 26 | 27 | 28 | 29 | 30 |    |    |

| Пн | Вт | Ср | Чт | Пт | Сб | Вс |
|    |    |    |    |    | 1  | 2  |
| 3  | 4  | 5  | 6  | 7  | 8  | 9  |
| 10 | 11 | 12 | 13 | 14 | 15 | 16 |
| 17 | 18 | 19 | 20 | 21 | 22 | 23 |
| 24 | 25 | 26 | 27 | 28 | 29 | 30 |
| 31 |    |    |    |    |    |    |

## События

### Январь
- 1 января — на пост президента Никарагуа вступил генерал Эмилиано Чаморро Варгас[1][2].
- 27 января — военный переворот в Коста-Рике: Братья Тиноко свергли президента Альфредо Гонсалеса Флореса (Республиканская партия), президентом стал Хосе Фредерико Тиноко[3][4].

### Февраль
- 1 февраля 
  - Германская империя объявила неограниченную подводную войну Антанте.
  - Началась Петроградская конференция стран Антанты (продолжалась до 21 февраля).
- 5 февраля — обнародована новая конституция Мексики[5].
- 13 февраля — политическая стачка в Баку[6].
- 17 февраля — премьер-министр Австралии бывший лейборист Уильям Моррис Хьюз сформировал новый кабинет как лидер Национальной лейбористской партии[7].
- 28 февраля — император Австро-Венгрии Карл I Габсбург отправил в отставку начальника генерального штаба армии генерал-фельдмаршала графа Франца Конрада фон Гётцендорфа и переместил его на должность командующего Юго-Западным фронтом в Тироле[8].

### Март
- 4 марта — Вудро Вильсон вступил в должность президента США на второй срок
- 8 марта — в Российской империи началась Февральская революция.
- 10 марта — Русское бюро ЦК РСДРП(б) призвало рабочих и солдат к активной борьбе с монархией[9].
- 15 марта
  - После переговоров с делегатами Исполкома Петроградского Совета рабочих и солдатских депутатов Временный комитет Государственной думы сформировал первый состав Временного правительства России[10].
  - Император Всероссийский Николай II подписал манифест об отречении в пользу своего брата — великого князя Михаила Александровича[11].
- 16 марта — отказ великого князя Михаила Александровича от принятия престола. В своём акте об отказе от восприятия верховной власти великий князь Михаил Александрович написал, что примет верховную власть только в случае, если народ выразит на то свою волю посредством всенародного голосования через своих представителей в Учредительном собрании[12].
- 16—17 марта — избрание Бакинского совета рабочих депутатов[6].
- 18 марта — в Баку создан орган Временного правительства — Исполнительный комитет общественных организаций[6].
- 22 марта — в Тифлисе сформирован Особый Закавказский Комитет — орган Временного правительства по управлению Закавказьем[6].

### Апрель
- 6 апреля — президент США Вудро Вильсон объявил войну Германской империи, используя в качестве предлога «телеграмму Циммермана».
  - На съезде в Готе создана Независимая социал-демократическая партия Германии.
- 9 апреля — началась битва при Аррасе на Западном фронте (продолжалась до 16 мая).
- 16 апреля
  - В. И. Ульянов (Ленин) вернулся в Петроград из Цюриха[13].
  - Началось наступление Нивеля на Западном фронте Первой мировой войны.
  - В округе Полк в американском штате Айове основан город Эрбандейл[14].
- 24 апреля — генерал-губернатор Индокитайского союза Альбер Сарро и король Сисаванг Вонг, правитель королевства Луанг Прабанг в Лаосе, подписали Конвенцию о внутреннем административном режиме королевства, регулирующую его подчинённые взаимоотношения с Францией[15].

### Май
- 1 мая — министр иностранных дел Временного правительства Павел Милюков направил ноту правительствам стран Антанты о продолжении войны. Содержание ноты спровоцировало правительственный кризис, завершившийся образованием нового состава Временного правительства — первой коалиции с участием социалистов.
- 9 мая — Никарагуа объявила войну Германии и Австро-Венгрии[16].
- 15 мая — в Барнауле произошёл крупный пожар. Его огнём было уничтожено около 60 кварталов.
- 18 мая — между Временным правительством и Исполнительным комитетом Петроградского совета достигнуто соглашение о создании коалиции.
- 30 мая — председатель Югославянского клуба Антон Корошец выступил в австрийском рейхсрате с Майской декларацией с требованием объединения хорватских, сербских и словенских земель Австро-Венгрии в единое демократическое государство[17].

### Июнь
- 16 июня — 7 июля — в Петрограде состоялся I Всероссийский съезд Советов рабочих и солдатских депутатов, принявший резолюции о полной поддержке министров-социалистов Временного правительства и продолжении «революционной войны» на принципах отказа от аннексий и контрибуций.

### Июль
- 1 июля

Постановление Временного Правительства России № 752

  - Смещён со своего поста президент Китая генерал Ли Юаньхун[18].
  - После двухдневной артподготовки началось июньское наступление русских армий Юго-Западного фронта. Закончилось провалом из-за катастрофического падения дисциплины в войсках.
  - В день начала русского наступления в Петрограде прошла демонстрация революционных рабочих и солдат (более 400 тыс. приняло участие в ней)[19].
- 14 июля — в соответствии с постановлением Временного Правительства России № 752 был открыт Пермский университет.
- 16 июля — в Петрограде началось подавленное через 2 дня восстание солдат 1-го пулемётного полка, рабочих петроградских заводов, кронштадтских матросов, поддержанных большевиками[20][21].
- 20 июля
  - Премьер-министр Сербии Никола Пашич и председатель Югославянского комитета в Лондоне А. Трумбич подписали на греческом острове Керкира Корфскую декларацию об объединении после войны Сербии и югославянских земель Австро-Венгрии в единую конституционную монархию под эгидой династии Карагеоргиевичей[22].
  - Временное правительство отдало приказ об аресте В. И. Ленина. Ленин скрылся[13].
  - Министр-председатель Временного правительства князь Георгий Львов ушёл в отставку со своего поста. Его место занял Александр Керенский, сохранивший должность военного и морского министра[23].
- 21 июля — Рейхсрат законом предоставил правительству Австро-Венгрии чрезвычайные полномочия[24].
- 31 июля — начало битвы при Пашендейле на Западном фронте (продолжалась до 10 ноября), ставшая символом солдатских страданий в ужасных условиях.

### Август
- 3 августа — в Оренбурге открылся I Всекиргизский (Всеказахский) съезд, на котором была создана казахская национальная партия Алаш. Съезд закончил работу 8 августа[25].
- 8—16 августа — в Петрограде состоялся VI съезд РСДРП(б). Проходил полулегально, в газетах было объявлено только о созыве съезда, но не было указано место его заседаний.
- 10 августа — в Мешхед (Иран) прибыла Британская военная миссия в Туркестане генерала Уилфреда Маллесона, призванная противодействовать возможному немецко-турецкому вторжению в Среднюю Азию в условиях ослабления России[26].
- 11 августа — Черногорский комитет национального освобождения в Париже присоединился к Корфской декларации об образовании после войны единой югославянской монархии[22].
- 21 августа — разыскиваемый российскими властями В. И. Ленин из своего укрытия на озере Разлив перебрался в Финляндию под видом кочегара на паровозе[13].
- 27—29 августа — Казанская катастрофа — пожар на Казанском пороховом заводе, приведший к многочисленным разрушениям и жертвам, и уничтоживший огромное количество вооружения и боеприпасов, в том числе более миллиона снарядов и 12 тысяч пулемётов.
- 28 августа в Лондоне прошла 2-я Конференция социалистов стран Антанты, в которой приняли участие социал-демократы Великобритании, Франции, Бельгии и России (кроме большевиков). Социалисты приняли резолюции в поддержку своих правительств[27].

### Сентябрь
- 3 сентября
  - Микробиолог Феликс д’Эрелль объявил об открытии бактериофага.
  - Германские войска заняли Ригу. Русская армия беспорядочно отступила на северо-восток к Вендену, теряя артиллерию и обозы.
- 5 сентября — в Баку прошёл митинг протеста против введения смертной казни на фронте и в тылу[6].
- 9 сентября — началось Корниловское выступление.
- 13 сентября — во Франции сформировано правительство во главе с Полем Пенлеве[28].
- 14 сентября — министр-председатель Временного правительства Александр Керенский и министр юстиции Александр Зарудный совершили государственный переворот, подписав Постановление о провозглашении России республикой, узурпировав этим одну из важнейших функций предстоящего Учредительного собрания — принятие решения об установлении той или иной формы правления в России. До этого поступка Керенского в течение 6 месяцев Россия, согласно подписанному 16 марта Великим князем Михаилом Александровичем акту, оставалась монархией с вакантным троном в ожидании волеизъявления народа через Учредительное собрание[29].
- 15 сентября — основан журнал Форбс и выпущен первый номер журнала Форбс.
- 22 сентября — на оккупированных германскими войсками литовских землях бывшей Российской империи закончено формирование «Летовус тариба» — Литовского совета во главе с Антанасом Сметоной[30].
- 27 сентября — В. И. Ленин направил ЦК РСДРП(б), Петроградскому и Московскому комитетам партии письмо «Большевики должны взять власть»[13].

### Октябрь
- 8 октября — Александр Керенский сформировал третье коалиционное правительство.
- 9 октября — султаном Египта стал Ахмед Фуад I, сменивший Хусейна Камиля[31].
- 10 октября — началась всеобщая стачка рабочих Бакинского нефтепромышленного района, продлившаяся до 26 октября[6].
- 12—20 октября — операция «Альбион». ВМФ и сухопутные силы Германии захватили Моонзундские острова.
- 20 октября — генералом М. В. Алексеевым положено начало Алексеевской организации.
- 23 октября — ЦК РСДРП(б) по докладу В. И. Ленина принял резолюцию о вооружённом восстании[13]. Впервые сформировано Политическое бюро ЦК РСДРП(б)[32].
- 24 октября — 14-я германская и две австро-венгерские армии начали наступление на итальянском фронте и принудили 2-ю и 3-ю итальянские армии к беспорядочному отступлению. Началась битва при Капоретто[33].
- 25 октября — при Петроградском совете создан Военно-революционный комитет[9].
- 31 октября — в битве при Капоретто итальянские армии были отброшены к рубежу реки Тальяменто[33].

### Ноябрь
- 2 ноября

Ленин

  - Министр иностранных дел Великобритании Артур Бальфур написал письмо лидеру британских сионистов Уолтеру Ротшильду, в котором было сообщено, что британское правительство «с одобрением рассматривает вопрос о создании в Палестине национального очага для еврейского народа» и приложит все усилия для содействия достижению этой цели.
  - Соглашение Лансинга — Исии между США и Японией. США признавали «особые интересы» Японии в Китае, Япония признавала доктрину «открытых дверей»[34].
- 7 ноября
  - Произошла Октябрьская революция, открыт II Всероссийский съезд Советов рабочих и солдатских депутатов. Ликвидация Временного правительства[13].
  - На конференции в Рапалло был создан Верховный совет Антанты.
- 8 ноября
  - II Всероссийский съезд Советов рабочих и солдатских депутатов принял Декрет о мире и Декрет о земле. Сформирован Совет Народных Комиссаров во главе с В. И. Лениным[13]. Второй Всероссийский съезд Советов рабочих и солдатских депутатов, объявивший 25 октября (7 ноября) о переходе всей власти в руки Советов, избрал ВЦИК и образовал впервые в истории рабоче-крестьянское правительство Российской Советской Республики — Совет Народных Комиссаров (СНК) под председательством В. И. Ленина. Председателем ВЦИК с ноября 1917 по март 1919 был Я. М. Свердлов, с марта 1919 М. И. Калинин.
  - Отстранён от командования итальянской армией генерал Луиджи Кадорна, обвинённый в поражении при Капоретто[35].
- 9 ноября — итальянская армия при поддержке англо-французских дивизий остановила наступление германской и австро-венгерских армий на рубеже реки Пьяве. Завершилась битва при Капоретто[33].
- 13 ноября
  - Премьер-министр Франции Поль Пенлеве получил вотум недоверия в палате депутатов Национального собрания Франции. Через два дня президент Раймон Пуанкаре предложил формирование кабинета 76-летнему Жоржу Клемансо[36].
  - В Баку провозглашена советская власть[6].
- 13—19 ноября — всеобщая забастовка рабочих в Финляндии[37].
- 16 ноября — Жорж Клемансо стал председателем Совета Министров и одновременно военным министром Третьей французской республики. Он заявил о начале «неограниченной войны» как на фронте — с Германией, так и в тылу — с изменой и пацифизмом[28].
- 20 ноября
  - Началась битва при Камбре на Западном фронте (продолжалась до 7 декабря). В ходе наступления на немецкие позиции британцы впервые массово применили танки, но никаких результатов Антанте добиться не удалось.
  - Третий универсал Центральной рады провозгласил о создании Украинской народной республики в составе Российской республики.
- 22 ноября — Совет рабочих, солдатских и безземельных депутатов Латвии в Валке провозгласил советскую власть на неоккупированной территории Латвии[38].
- 26 ноября — в Монреале создана Национальная хоккейная лига.
- 28 ноября — в Тбилиси образован Закавказский комиссариат[39].
- 30 ноября — в России национализирована фабрика товарищества Ликинской мануфактуры А. В. Смирнова во Владимирской губернии — первая национализация промышленного предприятия, осуществлённая советской властью[40].

### Декабрь
- 2 декабря — в Софии прошёл митинг солидарности с русской революцией[41][42].
- 3 декабря — обращение СНК РСФСР «Ко всем трудящимся мусульманам России и Востока»[6].
- 4 декабря — в Кишинёве по инициативе Молдавской национальной партии образован Совет края — Сфатул Цэрий, орган государственной власти в Бессарабии[43].
- 6 декабря — парламент Финляндии одобрил предложенную правительством Декларацию независимости Финляндии.
- 8 декабря — декретом СНК ликвидирован Крестьянский поземельный банк. Его земли национализированы и розданы крестьянам, крестьянские долги банку в размере 3 310 000 000 рублей аннулированы[44].
- 15 декабря — в Кишинёве провозглашена Молдавская демократическая республика[43].
- 18 декабря — открылся II Общекиргизский (Всеказахский) съезд, провозгласивший Алашскую автономию и сформировавший автономное правительство Алаш-Орду во главе с Алиханом Букейхановым. Съезд закончил работу 26 декабря[25].
- 21 декабря — в составе Наркомата по делам национальностей РСФСР образован Комиссариат по литовским делам во главе с Винцасом Мицкявичюсом-Капсукасом[45].
- 23 декабря — англо-французское соглашение о «сферах действия» в России[46].
- 24 декабря — Летувос тариба принял декларацию о независимости Литвы, провозгласившую воссоздание Литовского государства и высказавшуюся за установление «вечных, прочных союзнических связей Литовского государства с Германией»[45][47].
- 27 декабря — декретом ВЦИК национализированы все коммерческие банки России и установлена государственная монополия на банковское дело.
- 29 декабря
  - В Валмиере собрался 2-й съезд Советов Латвии, который принял закон о конфискации помещичьих имений и сформировал новый Исполком Совета (правительство) во главе с Ф. Розинем. По просьбе съезда российский СНК передал в состав Латвии латгальские уезды Витебской губернии[38].
  - СНК РСФСР назначил Степана Шаумяна чрезвычайным комиссаром Кавказа[6].
- 31 декабря — Совет народных комиссаров постановил внести на рассмотрение Всероссийского центрального исполнительного комитета вопрос о признании государственной независимости Финляндской Республики.

## Спорт
- Дальневосточные игры 1917;

### Футбол
- Финал Кубка Нидерландов по футболу 1917;
- Чемпионат Исландии по футболу 1917;
- Чемпионат Северной Ирландии по футболу 1917/1918;
- Чемпионат Уругвая по футболу 1917;
- Созданы клубы:
  - «Баракальдо»;
  - «Лиллестрём»;
  - «Пласа Колония»;
  - «Португеза Сантиста»;
  - «Прогресо»;
  - «Силькеборг»;
  - «Убераба»;
  - «Хельсингин Паллосеура»;
- Создан женский клуб «Умео»;

### Хоккей с шайбой
- НХЛ в сезоне 1917/1918;
- Создан клуб «Торонто Мейпл Лифс»;

## События
- 12 мая — в Будапеште состоялась премьера балета Белы Бартока «Деревянный принц».
- Первые джазовые записи, сделанные Original Dixieland Jass Band.
- Первые афро-американские джазовые записи, сделанные Wilber Sweatman’s Band.
- Эдди Кантор делает свои первые записи.

## Созданные коллективы
- Основан венгерско—американский струнный «Будапештский квартет».
- В Англии создан духовой оркестр Grimethorpe Colliery Band.
- В США появился диксиленд Original Memphis Five[англ.].
- При Южном методистском университете организован маршевый оркестр.

## Родились

### Январь
- 2 января — Вера Зорина (ум. 2003) — немецко-норвежская танцовщица, актриса и хореограф.
- 3 января
  - Пьер Дерво (ум. 1992) — французский дирижёр, композитор и педагог.
  - Леон Маколифф (ум. 1988) — американский музыкант, гитарист группы Bob Wills & His Texas Playboys.
- 10 января — Джерри Векслер (ум. 2008) — американский музыкальный журналист и продюсер.
- 15 января — Тайни Тимбрелл (ум. 1992) — канадско-американский гитарист.
- 29 января — Джон Рейтт (ум. 2005) — американский актёр и певец.

### Февраль
- 11 февраля — Джон Арсези (ум. 1983) — американский певец.
- 15 февраля — Дениз Шарли (ум. 2011) — французская оперная певица (контральто).
- 18 февраля — Дона Мэйссин (ум. 2001) — американский хореограф.
- 25 февраля — Энтони Бёрджесс (ум. 1993) — британский писатель и композитор.
- 27 февраля — Джордж Митчелл (ум. 2002) — шотландский музыкант, создатель телепередачи The Black and White Minstrel Show (англ.)рус.

### Март
- 2 марта
  - Деси Арнас (ум. 1986) — американский актёр, музыкант и телепродюсер кубинского происхождения.
  - Джон Гарднер (ум. 2011) — британский композитор.
- 7 марта — Джанет Коллинз (ум. 2003) — американская танцовщица, хореограф и педагог.
- 12 марта — Леонард Чесс (ум. 1969) — американский музыкальный продюсер, основатель компании Chess Records.
- 17 марта — Брайан Бойделл (ум. 2000) — ирландский композитор.
- 18 марта — Риккардо Бренгола (ум. 2004) — итальянский скрипач.
- 19 марта — Дину Липатти (ум. 1950) — румынский пианист.
- 20 марта — Вера Линн (ум. 2020) — британская певица.
- 23 марта — Оскар Шумский (ум. 2000) — американский скрипач и дирижёр.
- 26 марта — Руфус Томас (ум. 2001) — американский певец, диск-жокей и комедиант.
- 30 марта
  - Эльс Аарне (ум. 1995) — эстонский композитор и педагог.
  - Рудольф Бруччи (ум. 2002) — итальянский и югославский композитор.

### Апрель
- 12 апреля — Хелен Форрест (ум. 1999) — американская джазовая певица.
- 22 апреля — Иветт Шовире (ум. 2016) — французская балерина и педагог.
- 25 апреля — Элла Фицджеральд (ум. 1996) — американская джазовая певица.
- 30 апреля — Би Уэйн (ум. 2017) — американская певица.

### Май
- 1 мая — Даниэль Дарьё (ум. 2017) — французская актриса и певица.
- 14 мая — Норман Лубофф (ум. 1987) — американский аранжировщик, издатель и руководитель хора.
- 16 мая — Вера Рожа (ум. 2010) — венгерская певица и педагог.
- 22 мая — Георг Тинтнер (ум. 1999) — австрийский, новозеландский, австралийский и канадский дирижёр.
- 28 мая — Папа Джон Крич (ум. 1994) — американский скрипач.

### Июнь
- 4 июня — Роберт Меррилл (ум. 2004) — американский оперный певец (баритон).
- 7 июня — Дин Мартин (ум. 1995) — американский певец и актёр.
- 19 июня — Дэйв Ламберт (ум. 1966) — американский певец, автор песен и аранжировщик.
- 29 июня
  - Ульпио Минуччи (ум. 2007) — американский музыкант и композитор.
  - Сильвия Олден Ли (ум. 2004) — американская преподавательница вокала и концертмейстер.
- 30 июня — Лина Хорн (ум. 2010) — американская певица, танцовщица и актриса.

### Июль
- 7 июля — Ред Совайн (ум. 1980) — американский фолк- и кантри-певец и композитор.
- 14 июля — Рошан (ум. 1967) — индийский музыкант и композитор.
- 24 июля
  - Леонор Ороса (ум. 2005) — филиппинская пианистка и танцовщица.
  - Роберт Фарнон (ум. 2005) — канадский композитор, дирижёр, аранжировщик и трубач.

### Август
- 3 августа — Антонио Лауро (ум. 1986) — венесуэльский гитарист и композитор.
- 17 августа — Уолтер Браун (ум. 1956) — американский блюзовый певец.
- 22 августа — Джон Ли Хукер (ум. 2001) — американский блюзовый певец и гитарист.
- 23 августа — Текс Уильямс (ум. 1985) — американский кантри-певец и гитарист.

### Сентябрь
- 5 сентября — Арт Руп (ум. 2022) — американский музыкальный продюсер, основатель лейбла Specialty Records.
- 13 сентября — Роберт Уорд (ум. 2013) — американский композитор.
- 15 сентября — Ричард Арнелл (ум. 2009) — британский композитор.
- 30 сентября — Бадди Рич (ум. 1987) — американский джазовый барабанщик, бэнд-лидер и композитор.

### Октябрь
- 7 октября — Джун Эллисон (ум. 2006) — американская певица, актриса и танцовщица.
- 10 октября — Телониус Монк (ум. 1982) — американский джазовый пианист и композитор.
- 13 октября — Джордж Осмонд (ум. 2007) — отец братьев Осмонд и их первый учитель.
- 21 октября
  - Уильям Адам (ум. 2013) — американский трубач и педагог.
  - Диззи Гиллеспи (ум. 1993) — американский джазовый музыкант, певец и композитор.
- 24 октября — Майк Педисин (ум. 2016) — американский джазовый саксофонист и бэнд-лидер.
- 30 октября — Анна Марли (ум. 2006) — французская певица и автор песен русского происхождения.

### Ноябрь
- 12 ноября — Джо Стаффорд (ум. 2008) — американская певица
- 26 ноября — Несухи Эртегюн (ум. 1989) — турецко-американский музыкальный продюсер

### Декабрь
- 31 декабря — Сюзи Делер (ум. 2020) — французская актриса и певица

## Скончались
- 13 января — Альберт Ниман (85) — немецкий оперный певец (тенор)
- январь — Фридерика Грюн (80) — немецкая оперная певица (сопрано)
- 5 февраля — Пол Рубенс (41) — британский автор песен и либреттист
- 10 февраля — Эмиль Пессар (73) — французский композитор
- 1 марта — Антонина Милюкова (68) — русская пианистка, вдова Петра Чайковского
- 4 марта — Юлиус Бехгаард (73) — датский композитор
- 1 апреля — Скотт Джоплин (48) — американский пианист и композитор
- 7 апреля — Спирос Самарас (55) — греческий композитор
- 29 апреля — Флоренс Фарр (56) — британская актриса, певица и композитор
- 20 мая — Ромильда Панталеони (69) — итальянская оперная певица (сопрано)
- 25 мая — Эдвард Решке (63) — польский оперный певец (бас)
- 12 июня — Мария Тереса Карреньо (63) — венесуэльско-американская пианистка, певица, композитор и дирижёр
- 16 июля — Филипп Шарвенка (70) — немецкий композитор и педагог
- 7 августа — Бэзил Худ (53) — британский либреттист и драматург
- 12 августа — Павел Гердт (72) — русский артист балета и педагог
- 5 сентября — Мария Ганфштенгль (69) — немецкая оперная певица (сопрано)
- 8 сентября — Шарль Лефевр (74) — французский композитор
- 11 сентября — Эви Грин (42) — британская актриса и певица
- 3 октября — Эдуардо ди Капуа (52) — итальянский певец и композитор
- 7 декабря — Людвиг Минкус (91) — чешский скрипач и композитор
- 9 декабря — Нэт Уиллс (44) — американский певец, комедиант и актёр

## Родились
См. также: Категория:Родившиеся в 1917 году

### Январь
- 17 января — Матео Максимов, цыганский писатель, автор перевода Нового Завета на цыганский язык (ум. в 1999).
- 25 января — Илья Романович Пригожин, физик и химик, лауреат Нобелевской премии по химии 1977 года (ум. в 2003).

### Февраль
- 10 февраля — Алексей Николаевич Ботян, советский разведчик, ветеран Второй мировой войны (ум. в 2020).
- 11 февраля
  - Сидни Шелдон, американский, писатель и сценарист (ум. в 2007).
  - Татьяна Ниловна Яблонская, советская художница, народный художник СССР, Герой Украины (ум. 2005).
- 24 февраля
  - Нгуен Ван Тай[вьет.] (ум. 1992) — вьетнамский художник, первый генеральный секретарь Вьетнамской ассоциации изобразительных искусств, лауреат премии Хо Ши Мина в области литературы и искусства (2001).

### Март
- 14 марта — Николай Фёдорович Королёв, советский боксёр, заслуженный мастер спорта СССР (ум. в 1974).
- 18 марта — Анатолий Ильич Васильев, советский и российский живописец (ум. в 1994).
- 22 марта — Ростислав Иванович Вовкушевский, советский и российский живописец (ум. в 2000).

### Апрель
- 18 апреля — Георгий Михайлович Вицин, советский актёр (ум. в 2001).
- 22 апреля — Ивет Шовире, французская балерина (ум. в 2016).
- 28 апреля — Василий Андреевич Мелешко, нацистский каратель, палач деревни Хатынь (ум. в 1975).

### Май
- 16 мая — Джордж Гейнз, американский актёр (ум. в 2016).
- 17 мая — Дмитрий Иванович Маевский, советский живописец (ум. в 1992).
- 29 мая — Джон Фицджеральд Кеннеди, 35-й президент США (ум. в 1963).

### Июнь
- 5 июня — Жозе Батишта Пиньейру ди Азеведу, премьер-министр Португалии в 1975—1976 годах (ум. в 1983).
- 19 июня — Джошуа Мкубуке Ньонголо Нкомо, один из лидеров борьбы за независимость Южной Родезии и основателей Республики Зимбабве (ум. в 1999).

### Июль
- 17 июня — Галина Святославовна Яхонтова, советский живописец и театральный художник (ум. в 1987).
- 15 июля — Нур Мухаммед Тараки — афганский писатель и революционер, лидер Апрельской революции, в результате которой стал председателем Революционного совета (ум. в 1979).
- 22 июля — Адам Малик Батубара, индонезийский политик и дипломат, пионер индонезийской журналистики. В разные годы занимал посты вице-президента Индонезии, министра иностранных дел Индонезии, спикера Совета народных представителей, председателя Генеральной Ассамблеи ООН (ум. в 1984).

### Август
- 2 августа — Илья Михайлович Лавров, русский советский писатель (ум. в 1983).
- 18 августа — Журахон Рахмонбердиевич Рахмонов, советский актёр театра и кино, заслуженный артист Узбекистана (ум. в 1977).
- 22 августа — Джон Ли Хукер, американский блюзовый певец и гитарист (ум. в 2001).
- 23 августа — Никита Николаевич Моисеев, учёный в области общей механики и прикладной математики (ум. в 2000).
- 28 августа — Вечеслав Холевац, югославский военный и политик, Народный герой Югославии, 36-й мэр Загреба (ум. 1970).

### Сентябрь
- 20 сентября — Абдель Латиф Махмуд аль-Богдади, египетский политический и военный деятель, один из лидеров революции 1952 года, вице-президент Объединённой Арабской Республики и Египта в 1958—1964 годах (ум. 1999).
- 30 сентября — Юрий Петрович Любимов, советский и российский режиссёр, актёр и педагог, народный артист России. (ум. в 2014).

### Ноябрь
- 7 ноября — Иосиф Яковлевич Боярский, советский художник-мультипликатор, кинематографист (умер в 2008).
- 11 ноября — Даллас Маккорд (Мак) Рейнольдс, американский писатель-фантаст (умер в 1983).
- 19 ноября — Индира Приядаршини Ганди, индийский политический деятель, премьер-министр Индии в 1966—1977 и 1980—1984 годах (убита в 1984).

### Декабрь
- 16 декабря — сэр Артур Чарльз Кларк, английский писатель, учёный, футуролог и изобретатель (ум. в 2008).

## Скончались
См. также: Категория:Умершие в 1917 году

### Январь
- 29 января — Ивлин Бэринг, 1-й граф Кромер, английский политический деятель, генеральный консул Великобритании и фактический правитель Египта в 1883—1907 годах (род. 1841).

### Февраль
- 4 февраля — Никтополион Павлович Святский, русский поэт, участник русско-турецкой войны 1877—1878 годов.

### Март
- 8 марта — Николай Покровский, российский археолог.

### Апрель
- 14 апреля — Людвиг Заменгоф, врач и лингвист, создатель эсперанто.
- 22 апреля — Василий Васильевич Матэ, русский художник, рисовальщик, гравёр.

### Май
- 25 мая — Максим Богданович, белорусский поэт.
- 30 мая — Юлюс Янонис, литовский поэт и революционер. Тяжело заболев туберкулёзом, покончил с собой, бросившись под поезд.

### Сентябрь
- 12 сентября — Отто Вильгельм Тило (род. 1848) — российский медик, анатом, ортопед и естествоиспытатель немецкого происхождения; доктор медицины.
- 17 сентября — Вальтер Швигер (род. 1885.) — немецкий офицер флота, капитан-лейтенант знаменитой подводной лодки U-20 (также командовал под. лодками U-14(1914),U-88(1915—1917).

### Октябрь
- 15 октября — Мата Хари, исполнительница экзотических танцев, куртизанка. Расстреляна в Венсене, пригороде Парижа, за шпионаж в пользу Германской империи.

### Декабрь
- 17 декабря — Эрнст Леман (р. 1894), российский военный лётчик, ас-истребитель Первой мировой войны.
- 20 декабря — Эрик Кэмпбелл, британский актёр-комик, ставший известным благодаря участию в короткометражных фильмах Чарли Чаплина. Погиб в автомобильной катастрофе.

## Нобелевские премии
- По физике: Чарлз Гловер Баркла — «за открытие характеристического рентгеновского излучения элементов».
- По литературе: Карл Адольф Гьеллеруп — «за многообразное поэтическое творчество и возвышенные идеалы»; Хенрик Понтоппидан: «за правдивое описание современной жизни Дании».
- Премия мира: Международный комитет Красного Креста — «за деятельность по улучшению положения военнопленных».